# يورغ مولر
يورغ مولر (بالإنجليزية: Jörg Müller)‏ ولد بتاريخ 23 يناير 1961 في أراو، هو دراج سويسري سابق. سبق أن شارك في دورة الألعاب الأولمبية الصيفية.

## سجل النتائج

### سباقات أو مراحل فاز بها
- طواف سويسرا

## روابط خارجية
- يورغ مولر على موقع أرشيف الدراجات (الإنجليزية)
- يورغ مولر على موقع إحصائيات الدراجات الإحترافية (الإنجليزية)
- يورغ مولر على موقع CycleBase (الإنجليزية)
- يورغ مولر على موقع أوليمبيديا (الإنجليزية)